# Пригоди Лазаре
«Пригоди Лазаре» (груз. «ლაზარეს თავგადასავალი») — радянський телефільм на грузинській мові, знятий в 1973 році режисерами Картлосом Хотіварі і Рамазом Хотіварі за мотивами іспанської повісті XVI століття «Життя Ласарільйо з Тормеса» і творів Георгія Леонідзе.

## Сюжет
Хлопчик-сирота Лазаре бродить з села в село в пошуках роботи. Він потрапляє на службу по черзі до злого сліпого, жадібного священника, збіднілого князя і залишається один на один зі своїми бідами…

## У ролях
- Гега Кобахідзе — Лазаре
- Автандил Махарадзе — сліпий
- Язон Бакрадзе — священник
- Кахі Кавсадзе — диякон
- Гурам Ніколаїшвілі — анархіст
- Василь Чхаїдзе — князь
- Джемал Гаганідзе — Константіне (Шахтікоте)
- Лія Еліава — мачуха
- Отар Зауташвілі — епізод
- Нодар Фіранішвілі — епізод
- Гогі Кавтарадзе — епізод
- Алеко Нінуа — епізод
- Михайло Поцхішвілі — епізод
- Лео Сохашвілі — епізод
- Зура Тутберідзе — епізод

## Знімальна група
- Режисер — Картлос Хотіварі, Рамаз Хотіварі
- Сценарист — Леван Малазонія
- Оператор — Іраклій Онопрішвілі
- Композитор — Анзор Еркомаїшвілі
- Художники — Вахтанг Руруа, Джуаншер Тутберідзе